# FC Wacker München

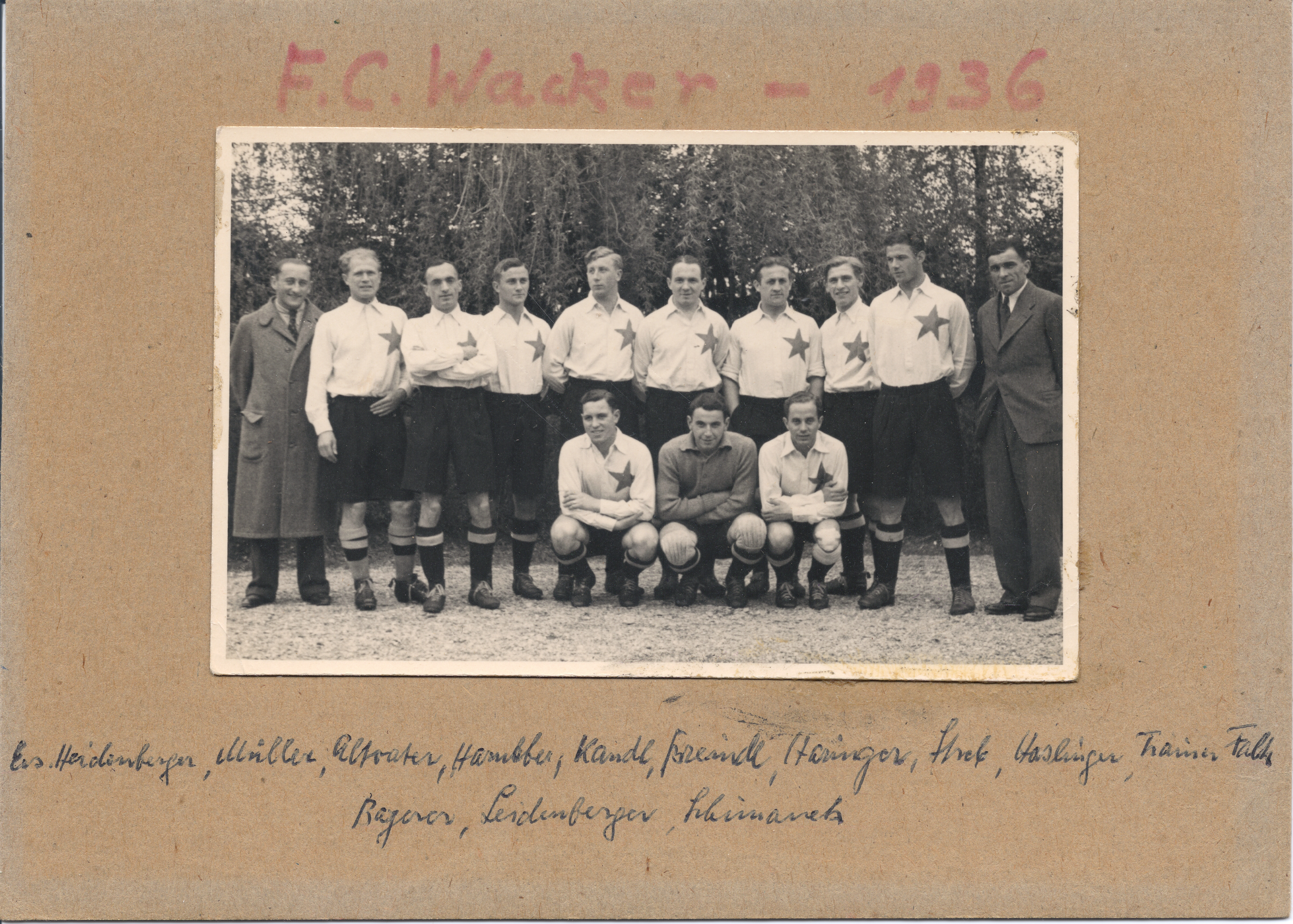
Team van 1936

FC Wacker München is een Duitse voetbalclub die lange tijd, zij het met afstand, de nummer drie was van de stad München maar intussen in de anonimiteit is verdwenen. De vrouwenafdeling FFC Wacker München werd in 1999 onafhankelijk van de club.

## Geschiedenis
De club werd in 1903 opgericht onder de naam FC Isaria München en veranderde enkele keren de clubnaam tot in 1920 toen de huidige naam aangenomen werd.
De club was aangesloten bij de Zuid-Duitse voetbalbond en speelde in de Zuid-Beierse competitie, aanvankelijk Opper-Beierse competitie. In 1905/06 degradeerde de club. Na één seizoen promoveerde Wacker terug en eindigde dan in de middenmoot. Vanaf 1909 speelde de club in de Ostkreiscompetitie. In 1911/12 werd de club derde.
De jaren twintig waren ook het meest succesvol voor de club die in 1922 kampioen werd van Zuid-Duitsland. Hierop nam de club deel aan de eindronde om het Duitse kampioenschap 1921/22 waar de club de halve finale bereikte en daar verloor van Hamburger SV met 0-4. Zes jaar later nam de club opnieuw deel aan de eindronde en verloor toen met 1-2 van Hertha BSC Berlin in de halve finale.
Na de Tweede Wereldoorlog speelde Wacker in 1947/48 nog in de Oberliga Süd, de toenmalige hoogste klasse. Na één seizoen degradeerde de club en speelde verder op amateurniveau. In de jaren zestig en zeventig kon de club nog twee keer promoveren naar de Regionalliga Süd (toenmalige tweede klasse) maar degradeerde telkens na één seizoen.
In de jaren tachtig begon de diepe val van de club in de anonimiteit. Tegenwoordig speelt de club in de Kreisklasse München, een van de laagste klassen van het land.

## Eindstanden
```
1947/48 - 
Oberliga Süd
 19de
1950/51 - 2. Division Süd 18de :
1953/54 - 
2.Liga Süd
 18de
: : :
1963/64 - 
Amateurliga Bayern
 1ste
1964/65 - 
Regionalliga Süd
 17de
1965/66 - 
Amateurliga Bayern
 13de
1966/67 - 
Amateurliga Bayern
 4de
1967/68 - 
Amateurliga Bayern
 2de
1968/69 - 
Amateurliga Bayern
 8ste
1969/70 - 
Amateurliga Bayern
 1ste
1970/71 - 
Regionalliga Süd
 19de
1971/72 - 
Amateurliga Bayern
 1ste
1972/73 - 
Regionalliga Süd
 18de
1973/74 - 
Amateurliga Bayern
 2de
1974/75 - 
Amateurliga Bayern
 3de
1975/76 - 
Amateurliga Bayern
 1ste
1976/77 - 
Amateurliga Bayern
 5de
1977/78 - 
Amateurliga Bayern
 5de
1978/79 - 
Oberliga Bayern
 7de
1979/80 - 
Oberliga Bayern
 15de
1980/81 - 
Landesliga Bayern-Süd
 3de
1981/82 - 
Landesliga Bayern-Süd
 1ste
1982/83 - 
Oberliga Bayern
 5de
1983/84 - 
Oberliga Bayern
 11de
1984/85 - 
Oberliga Bayern
 16de
1985/86 - 
Landesliga Bayern-Süd
 2de
1986/87 - 
Landesliga Bayern-Süd
 1ste
1987/88 - 
Oberliga Bayern
 8ste
1988/89 - 
Oberliga Bayern
 16de
1989/90 - 
Landesliga Bayern-Süd
 6de
1990/91 - 
Landesliga Bayern-Süd
 13de
1991/92 - 
Landesliga Bayern-Süd
 15de
1992/93 - Bezirksoberliga Oberbayern 14de
1993/94 - Bezirksliga Obb. Gr.Süd 14de
1994/95 - Faillissement
1995/96 - C-Klasse München, Gruppe 16 3de
1996/97 - C-Klasse München, Gruppe 15 1ste
1997/98 - B-Klasse München, Gruppe 6 1ste
1998/99 - Kreisliga München, Gruppe 3
1999/00 - Kreisklasse München, Gruppe 3
: :
2001/02 - A-Klasse München, Gruppe 5 7de
2002/03 - A-Klasse München, Gruppe ?
2003/04 - A-Klasse München, Gruppe 5 3de
2004/05 - A-Klasse München, Gruppe 5 4de
2005/06 - A-Klasse München, Gruppe 5 1ste
2006/07 - Kreisklasse München, Gruppe 4 10de
2007/08 - Kreisklasse München, Gruppe 4
```